# Lubocino
Lubocino is een plaats in het Poolse district  Pucki, woiwodschap Pommeren. De plaats maakt deel uit van de gemeente Krokowa en telt 170 inwoners.